# Icebreaker-Gletscher
Der Icebreaker-Gletscher ist ein großer Talgletscher im ostantarktischen Viktorialand. Er fließt 16 km nordöstlich des Mount Monteagle von der Mountaineer Range in südöstlicher Richtung zur Lady Newnes Bay. Unterhalb des Hermes Point trifft er auf die Eismassen des Fitzgerald-Gletschers.
Teilnehmer der New Zealand Geological Survey Antarctic Expedition (1958–1959) benannten den Gletscher in Erinnerung an die Einsätze von Eisbrechern (englisch icebreaker) der United States Navy und der United States Coast Guard im Dienste der Erforschung der Antarktis.